# Nesolestes rubristigma
Nesolestes rubristigma – gatunek ważki z rodziny Argiolestidae.
Owad ten jest endemitem Madagaskaru występującym w południowo-wschodniej części wyspy.